# Birgit Strodel
Birgit Strodel (* 16. Dezember 1973 in Osterburg) ist eine deutsche Chemikerin. Sie ist am Forschungszentrum Jülich im Fachgebiet Biophysikalische Chemie beschäftigt und seit 2018 Professorin am Institut für Theoretische Chemie und Computerchemie der Heinrich-Heine-Universität Düsseldorf. Ihr Lehr- und Forschungsgebiet ist die Entwicklung biomolekularer Simulationsmethoden und deren Anwendung auf verschiedene Probleme aus den Bereichen Biophysik und Biochemie.

## Leben und Karriere
Birgit Strodel studierte von 1995 bis 2000 Chemie an der Heinrich-Heine-Universität Düsseldorf und der University of North Carolina at Chapel Hill. Sie promovierte von 2001 bis 2005 in Theoretischer Chemie bei Gerhard Stock am Institut für Physikalische und Theoretische Chemie der Johann Wolfgang Goethe-Universität Frankfurt am Main. Ab 2008 war sie Postdoktorandin in Biophysikalischer Chemie in der Universität Cambridge. Im Anschluss übernahm sie die Leitung der Gruppe Computergestützte Biochemie am Institut IBI-7 Strukturbiochemie am Forschungszentrum Jülich. Birgit Strodel ist seit 2018 zudem Professorin an der Heinrich-Heine-Universität Düsseldorf.
Birgit Strodel wurde von 1998 bis 1999 durch den Deutschen Akademischen Austauschdienst (DAAD) gefördert, von 1998 bis 2000 durch die Studienstiftung des deutschen Volkes, sowie von 2009 bis 2014 im Rahmen der Helmholtz-Nachwuchsgruppen.
Als assoziierte Redakteurin war sie von 2016 bis 2019 für die Fachzeitschrift RSC Advances tätig. Im Jahr 2018 war sie Mitglied des Redaktionsausschusses der Fachzeitschrift Biophysical Chemistry und seit 2019 ist sie leitende Redakteurin.

## Forschungsschwerpunkte und Interessen
Strodels Forschungsgruppe in Jülich entwickelt biomolekulare Simulationsmethoden. Dabei kommen Techniken wie Molekulardynamik-Simulationen und molekulares Docking zum Einsatz.
Die Simulationen werden häufig mittels Übergangsnetzwerken und Markov-Zustandsmodellen ausgewertet. Thematisch konzentriert sich die Gruppe auf krankheitsverursachende Proteinaggregation, intrinsisch ungeordnete Proteine (IDPs), Protein-Lipid-Wechselwirkungen, Protein-Protein-Wechselwirkungen, Enzymdesign (siehe auch Proteindesign) und Wirkstoffentwicklung.
Eine von Strodels Hauptinteressen ist es, die Entstehung von Krankheiten auf molekularer Ebene zu verstehen. Im Jahr 2016 leitete sie ein Team, dessen Ziel es war, die molekularen Ursachen der Alzheimer-Krankheit mittels komplexer Computersimulationen zu erforschen. 2020 leitete sie ein Team, das nach Wirkstoffen gegen COVID-19 suchte. Im Projekt wurde zu Molekülen geforscht, die ein Enzym des Virus hemmen, die so genannte Hauptprotease, die für die Vermehrung des Virus essentiell ist. Dazu wurde zusätzlich ein computergestütztes Screening am Jülich Supercomputing Centre durchgeführt. Mehr als eine Million Substanzen wurden untersucht und einige vielversprechende Kandidaten identifiziert.

## Publikationen (Auswahl)

### Beiträge in Fachzeitschriften
- mit Chris S. Whittleston, and David J. Wales: Thermodynamics and Kinetics of Aggregation for the GNNQQNY Peptide. In: J. Am. Chem. Soc. Band 129, Nr. 51, Dezember 2007, doi:10.1021/ja075346p, S. 16005–16014.
- mit David J. Wales: Free energy surfaces from an extended harmonic superposition approach and kinetics for alanine dipeptide. In: Chem. Phys. Lett. Band 466, Nr. 4, Dezember 2008. doi:10.1016/j.cplett.2008.10.085, S. 105–115.
- mit Jessica Nasica-Labouze, Phuong H. Nguyen, Fabio Sterpone, Olivia Berthoumieu, Nicolae-Viorel Buchete, Sébastien Coté, Alfonso De Simone, Andrew J. Doig, Peter Faller, Angel Garcia, Alessandro Laio, Mai Suan Li, Simone Melchionna, Normand Mousseau, Yuguang Mu, Anant Paravastu, Samuela Pasquali, David J. Rosenman, Bogdan Tarus, John H. Viles, Tong Zhang, Chunyu Wang, and Philippe Derreumaux: Amyloid β Protein and Alzheimer’s Disease: When Computer Simulations Complement Experimental Studies. In: Chem. Rev. Band 115, Nr. 9, März 2015. doi:10.1021/cr500638n, S. 3518–3563.
- mit Q. Liao, M. C. Owen, O. O. Olubiyi und B. Barz: Conformational Transitions of the Amyloid-β Peptide Upon Copper(II) Binding and pH Changes. In: Isr. J. Chem. Band 57, Nr. 7, Januar 2017. doi:10.1002/ijch.201600108, S. 771–784.
- mit Phuong H. Nguyen, Ayyalusamy Ramamoorthy, Bikash R. Sahoo, Jie Zheng, Peter Faller, John E. Straub, Laura Dominguez, Joan-Emma Shea, Nikolay V. Dokholyan, Alfonso De Simone, Buyong Ma, Ruth Nussinov, Saeed Najafi, Son Tung Ngo, Antoine Loquet, Mara Chiricotto, Pritam Ganguly, James McCarty, Mai Suan Li, Carol Hall, Yiming Wang, Yifat Miller, Simone Melchionna, Birgit Habenstein, Stepan Timr, Jiaxing Chen, Brianna Hnath, Rakez Kayed, Sylvain Lesné, Guanghong Wei, Fabio Sterpone, Andrew J. Doig, and Philippe Derreumaux: Amyloid Oligomers: A Joint Experimental/Computational Perspective on Alzheimer’s Disease, Parkinson’s Disease, Type II Diabetes, and Amyotrophic Lateral Sclerosis. In: Chem. Rev. Band 121, Nr. 4, Februar 2021. doi:10.1021/acs.chemrev.0c01122, S. 2545–2647.
- mit Jennifer Loschwitz, Anna Jäckering, Monika Keutmann, Maryam Olagunju, Raphael J. Eberle, Monika Aparecida Coronado und Olujide O. Olubiyi: Novel inhibitors of the main protease enzyme of SARS-CoV-2 identified via molecular dynamics simulation-guided in vitro assay. In: Bioorg. Chem. Band 111, Juni 2021. doi:10.1016/j.bioorg.2021.104862, S. 104862.

### Beiträge in Anthologien
- mit Kenneth L. Osborne, Bogdan Barz und Michael Bachmann: Thermodynamics of Protein Aggregation. In: D.P. Landau, M. Bachmann, S.P. Lewis, H.-B. Schüttler (Hrsg.): Proceedings of the 26th Workshop on Recent Developments in Computer Simulation Studies in Condensed Matter Physics. Band 53, Physics Procedia, Athens, GA, U.S.A. 2013. doi:10.1016/j.phpro.2014.06.032, S. 90–95.
- mit Jennifer Loschwitz, Olujide O. Olubiyi, Jochen S. Hub und Chetan S. Poojari: Chapter Seven - Computer simulations of protein–membrane systems. In: Birgit Strodel, Bogdan Barz (Hrsg.): Progress in Molecular Biology and Translational Science. Band 170, Academic Press, 2020. doi:10.1016/bs.pmbts.2020.01.001, ISBN 978-0-12-821135-9, S. 273–403.